# Tony Bevan
Tony Bevan (* 9. Juni 1956 in Aylesbury) ist ein britischer Saxophonist (Bass-, Tenor- und Sopransaxophon) des Free Jazz und der europäischen Improvisationsmusik.

## Leben und Wirken
Bevan lernte zunächst während seiner Schulzeit klassisches Flötenspiel. Mit sechzehn Jahren  begann er, inspiriert durch die Musik Captain Beefhearts und die Minimal Music eines Terry Riley, mit dem Sopransaxophon. Bevan spielte dann in der Band von Lol Coxhill, der ebenfalls aus Aylesbury stammt; dieser gab ihm Unterricht im Spiel auf dem Sopransaxophon und war wegweisend für Bevans weitere musikalische Karriere. Ein Jahr später kam das Tenorsaxophon hinzu; seitdem wurde sein Spiel von Musikern wie Sonny Rollins, Ornette Coleman und Warne Marsh beeinflusst. Dann stieß er auf die Musik von Derek Bailey, Evan Parker und Han Bennink und spielte mit Musikern der improvisierten Musik. Nach seinem Abschluss in Philosophie an der Southampton University kehrte Bevan nach Aylesbury zurück und besuchte die Sessions des London Musicians Collective, wo er mit vielen Musikern der britischen Szene improvisierter Musik spielte, wie Steve Beresford, Dave Solomon, John Russell oder Nigel Coombes. Später wurde er Mitglied des mehr auf lokaler Ebene agierenden Oxford Improvisers Collective und nahm mit Oxforder Musikern wie Pete MacPhail und George Haslam auf, etwa in der Four Corners Saxophone Group von Haslam, sowie mit Tony Moore und Pat Thomas, mit dem er in der Avant-Funk Formation M4 spielte. 
Im Jahr 1988 spielte Bevan in einem Oxforder Trio mit Derek Bailey; sein erstes Album mit Matt Lewis erschien im gleichen Jahr auf dem Label Incus. 1992 erschien dort das Album Bigshots, an dem der Bassist Paul Rogers und der Schlagzeuger Steve Noble mitwirkten und das für den Mercury Music Prize nominiert wurde. 1994 tourte Bevan als Mitglied eines Trios, bestehend aus Steve Noble und dem Sänger Phil Minton durch Großbritannien. 
Außerdem erweiterte Bevan sein Spektrum durch Erlernen des Bass-Saxophons und spielte mit diesem Instrument 1998 das kurze Soloalbum Three Oranges ein. Zusammen mit Roscoe Mitchell, Anthony Braxton, Peter Brötzmann, Hamiet Bluiett, James Carter, Vinny Golia, Joseph Jarman, Jan Garbarek, Urs Leimgruber und Scott Robinson gehört er zu der Schar von Musikern des zeitgenössischen Jazz, die das Basssaxophon (als Nebeninstrument) spielen. 
Mit Noble und dem deutschen Bassisten Alexander Frangenheim entstand im Herbst 1996 das Album Twister. Mit Sunny Murray nahm er  die Alben Home Cooking in the U.K. (2003) und The Gearbox Explodes! (2006) auf. Er spielte auch in gelegentlichen Duos mit Adam Bohman und Derek Bailey. Gegenwärtig (2008) spielt Bevan in unterschiedlichen Formationen, etwa im Trio mit Stefan Jawarzyn und Mark Sanders sowie einem Saxophonquartett mit Jon Lloyd, Pete MacPhail und Tom Chant. Seine Alben erscheinen inzwischen auf dem Foghorn-Label. 
Nach Richard Cook und Brian Mortons Urteil im Penguin Guide to Jazz ist Bevan „ein mutiger Improvisator, der in einem Idiom spielt, das genügend Abstand zum europäischen Free Jazz dominierenden Stil eines Evan Parker wahrt“. Bevan verwendet Überblastechniken und einfache Motive aus Folk-Songs. 
Bevan ist nicht zu verwechseln mit dem britischen Maler Tony Bevan (* 1951).

## Diskographische Hinweise
- Original Gravity (Incus, 1988)
- Bigshots (Incus, 1991)
- Twisters (Scatter, 1995)
- Nothing Is Permanent But Woe (Foghorn, 2000)
- Tony Bevan, Orphy Robinson, John Edwards, Ashley Wales, Mark Sanders: Bruised (Foghorn 2005)
- Derek Bailey: Bruise with Derek Bailey (Foghorn, 2006, mit Orphy Robinson, John Edwards, Ashley Wales, Mark Sanders)
- Tony Bevan, Paul Obermayer, Phil Marks & Dominic Lash: A Big Hand (2011)
- Tony Bevan, Matthew Bourne, Tony Buck, Barre Phillips: Everybody Else But Me (2011)
- Tony Bevan, Joe Morris, Tony Buck, Dominic Lash: Tony-Joe Bucklash (2012)